# 威爾金斯海岸

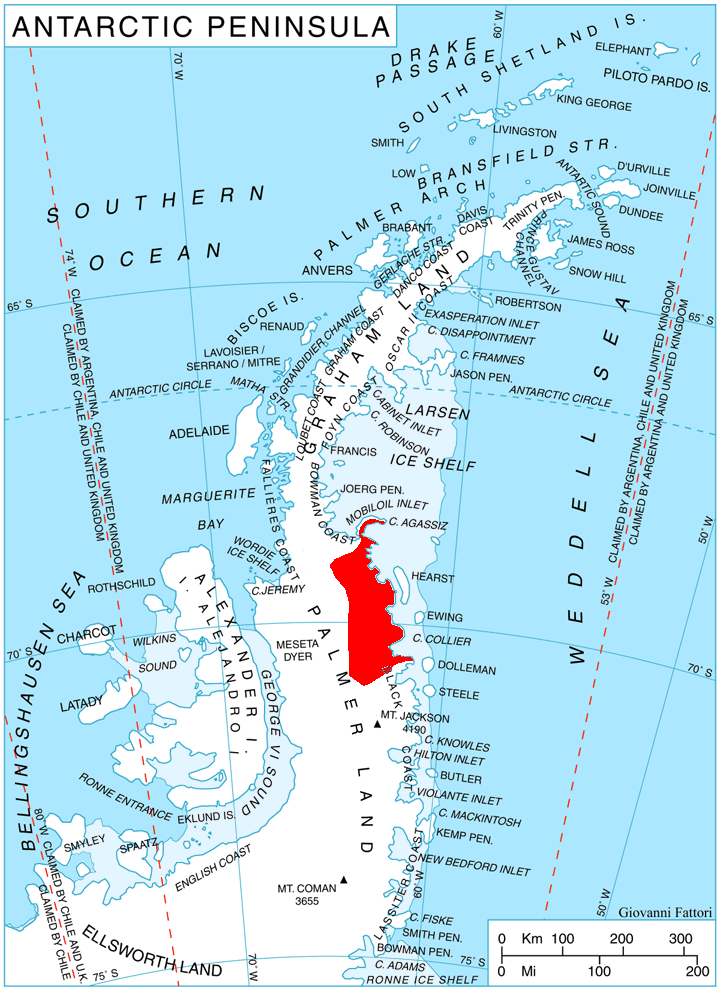

威爾金斯海岸（Wilkins Coast）是南極洲的海岸，位於帕爾默地的南極半島東岸，處於阿加西角和博格斯角之間，在1940年由美國探險隊發現，現時由南極條約體系管理。
69°40′S 63°0′W / 69.667°S 63.000°W